# Вільямс (округ, Північна Дакота)
Шаблон:StateAbbr_ 48°21′ пн. ш. 103°29′ зх. д. / 48.35° пн. ш. 103.48° зх. д.
Округ Вільямс (англ. Williams County) — округ (графство) у штаті Північна Дакота, США. Ідентифікатор округу 38105.

## Історія
Округ утворений 1891 року.

## Демографія
За даними перепису 
2000 року 
загальне населення округу становило 19761 осіб, зокрема міського населення було 13054, а сільського — 6707.
Серед мешканців округу чоловіків було 9687, а жінок — 10074. В окрузі було 8095 домогосподарств, 5261 родин, які мешкали в 9680 будинках.
Середній розмір родини становив 2,99.
Віковий розподіл населення поданий у таблиці:
| Стать    | До 15 років | 15-21 | 22-29 | 30-39 | 40-49 | 50-65 | 65-85 | Понад 85 |
| -------- | ----------- | ----- | ----- | ----- | ----- | ----- | ----- | -------- |
| Чоловіки | 2070        | 1094  | 671   | 1143  | 1804  | 1533  | 1205  | 167      |
| Жінки    | 1961        | 1103  | 704   | 1212  | 1676  | 1529  | 1572  | 317      |

## Суміжні округи
- Дівайд — північ
- Берк — північний схід
- Маунтрейл — схід
- Маккензі — південь
- Рузвельт, Монтана — південний захід
- Шерідан, Монтана — захід

## Виноски
1. ↑  US Decennial Census. US Census Bureau. Архів оригіналу за 4 квітня 2018. Процитовано 1 лютого 2015.
2. ↑  Historical Census Browser. University of Virginia Library. Архів оригіналу за 11 серпня 2012. Процитовано 1 лютого 2015.
3. ↑  Forstall, Richard L., ред. (20 квітня 1995). Population of Counties by Decennial Census: 1900 to 1990. US Census Bureau. Архів оригіналу за 5 березня 2015. Процитовано 1 лютого 2015.
4. ↑  Census 2000 PHC-T-4. Ranking Tables for Counties: 1990 and 2000 (PDF). US Census Bureau. 2 квітня 2001. Архів оригіналу (PDF) за 18 грудня 2014. Процитовано 1 лютого 2015.
5. ↑  State & County QuickFacts. Бюро перепису населення США. Архів оригіналу за 22 листопада 2015. Процитовано 1 листопада 2013.(англ.) Наведено за англійською вікіпедією.
6. ↑  American FactFinder. Бюро перепису населення США. Архів оригіналу за 26 лютого 2012. Процитовано 31 січня 2008.

| США | Це незавершена стаття з географії США. Ви можете допомогти проєкту, виправивши або дописавши її. |